# Еварін Катонго
Еварін С'юзен Катонго (англ. Evarine Suzeni Katongo; нар. 3 лютого 1996, Замбія) — замбійська футболістка, півзахисниця клубу «ЗЕСКО Юнайтед» та національної збірної Замбії. Одна з гравчинь, яка поїхала на футбольний турнір Літньої Олімпіади 2020 року.

## Клубна кар'єра
З 2020 року захищає кольори замбійського клубу «Квінз Академі» (за даними сайту Zerozero.pt — «ЗЕСКО Юнайтед»).

## Кар'єра в збірній
У футболці національної збірної Замбії дебютувала 27 липня 2021 року в програному (0:1) поєдинку олімпійського футбольного турніру 2020 року проти Бразилії. Еварін вийшла на поле на 90+3-ій хвилині, замінивши Рейчел Кунданджи.